# Longfeng, Chongqing
Longfeng (kinesiska: 龙凤) är en köping i sydvästra Kina. Den ligger i stadsdistriktet Hechuan i storstadsområdet Chongqing omkring 95 kilometer nordväst om det centrala stadsdistriktet Yuzhong. Antalet invånare är 20 334. Befolkningen består av 9 821 kvinnor och 10 513 män. Barn under 15 år utgör 19,0 %, vuxna 15-64 år 67 %, och äldre över 65 år 13,0 %.